# Éric Assadourian
Éric Assadourian, orm. Էրիկ Ասադուրյան (ur. 24 czerwca 1966 w Saint-Maurice) – ormiański piłkarz grający na pozycji ofensywnego pomocnika lub napastnika. Posiada także obywatelstwo francuskie.

## Kariera klubowa
Assadourian urodził się we Francji w rodzinie pochodzenia ormiańskiego. Karierę piłkarską rozpoczął w amatorskim klubie INF Vichy i w 1984 roku zaczął w nim grać w trzeciej lidze. W 1986 roku odszedł do Toulouse FC i w jego barwach zadebiutował w pierwszej lidze Francji. W zespole z Tuluzy był rezerwowym i grał w nim do końca 1987 roku. Na początku 1988 roku odszedł do drugoligowego En Avant Guingamp, ale po pół roku gry w tym klubie wrócił do Toulouse FC, w którym grał do lata 1990 roku.
Kolejnym klubem w karierze Assadouriana było Lille OSC. W jego ataku występował z byłym reprezentantem Francji, François Brissonem, a następnie także ze Szwedem Kennetem Anderssonem i Australijczykiem Frankiem Fariną. W Lille grał przez 5 lat i strzelił w tym okresie 27 goli w lidze.
W 1995 roku Assadourian odszedł z Lille do Olympique Lyon, gdzie przez jeden sezon grał w ataku z Florianem Maurice’em. W sezonie 1996/1997 grał ponownie w En Avant Guingamp. Od 1997 roku Ormianin grał w drugoligowych francuskich zespołach: CS Louhans-Cuiseaux, AS Beauvais i ASOA Valence. Jako zawodnik tego ostatniego zakończył karierę w 2001 roku w wieku 35 lat.
| Sezon     | Klub                | Kraj    | Rozgrywki | Mecze | Bramki |
| --------- | ------------------- | ------- | --------- | ----- | ------ |
| 1986/1987 | Toulouse FC         | Francja | Ligue 1   | 16    | 0      |
| 1987/1988 | Toulouse FC         | Francja | Ligue 1   | 2     | 0      |
| 1987/1988 | En Avant Guingamp   | Francja | Ligue 2   | 12    | 1      |
| 1988/1989 | Toulouse FC         | Francja | Ligue 1   | 22    | 6      |
| 1989/1990 | Toulouse FC         | Francja | Ligue 1   | 21    | 3      |
| 1990/1991 | Lille OSC           | Francja | Ligue 1   | 35    | 4      |
| 1991/1992 | Lille OSC           | Francja | Ligue 1   | 33    | 6      |
| 1992/1993 | Lille OSC           | Francja | Ligue 1   | 38    | 6      |
| 1993/1994 | Lille OSC           | Francja | Ligue 1   | 35    | 6      |
| 1994/1995 | Lille OSC           | Francja | Ligue 1   | 37    | 5      |
| 1995/1996 | Olympique Lyon      | Francja | Ligue 1   | 30    | 2      |
| 1996/1997 | En Avant Guingamp   | Francja | Ligue 1   | 9     | 0      |
| 1997/1998 | CS Louhans-Cuiseaux | Francja | Ligue 2   | 35    | 8      |
| 1998/1999 | AS Beauvais         | Francja | Ligue 2   | 35    | 13     |
| 1999/2000 | ASOA Valence        | Francja | Ligue 2   | 30    | 6      |
| 2000/2001 | ASOA Valence        | Francja | Ligue 2   | 28    | 5      |

## Kariera reprezentacyjna
W reprezentacji Armenii Assadourian zadebiutował 5 października 1996 roku w zremisowanym 1:1 spotkaniu eliminacji do Mistrzostw Świata 1998 z Irlandią Północną. Od 1996 do 1998 roku rozegrał w kadrze Armenii 12 spotkań i strzelił 3 gole (wszystkie w eliminacjach do MŚ 1998).